# Vidigueira
Vidigueira is een gemeente in het Portugese district Beja.
De gemeente heeft een totale oppervlakte van 316 km² en telde 6188 inwoners in 2001.
De Portugese ontdekkingsreiziger Vasco da Gama (1469-1524) ligt hier begraven.

## Plaatsen in de gemeente
- Pedrógão
- Selmes
- Vidigueira
- Vila de Frades

Aljustrel · Almodôvar · Alvito · Barrancos · Beja · Castro Verde · Cuba · Ferreira do Alentejo · Mértola · Moura · Odemira · Ourique · Serpa · Vidigueira